# Episodi di Squadra Speciale Stoccarda (sesta stagione)
La sesta stagione della serie televisiva tedesca Squadra Speciale Stoccarda è stata trasmessa sul canale ZDF dal 16 ottobre 2014 al 9 aprile 2015.
In Italia è stata trasmessa in prima visione assoluta  su Rai 2 dal 14 luglio 2018 al 14 dicembre 2019.
| Nº | Titolo originale       | Titolo italiano           | Prima TV Germania | Prima TV Italia   |
| -- | ---------------------- | ------------------------- | ----------------- | ----------------- |
| 1  | Zirkus Fratinelli      | Circo Fratinelli          | 16 ottobre 2014   | 14 luglio 2018    |
| 2  | Mord unter Freunden    | Omicidio tra amici        | 23 ottobre 2014   | 21 luglio 2018    |
| 3  | Abschied               | Addio                     | 30 ottobre 2014   | 28 luglio 2018    |
| 4  | Kettenreaktion         | Reazione a catena         | 6 novembre 2014   | 18 agosto 2018    |
| 5  | Mein Spätzle           | Lo schiacciapatate        | 13 novembre 2014  | 25 agosto 2018    |
| 6  | Taxi ins Jenseits      | Taxi per l'aldilà         | 20 novembre 2014  | 15 settembre 2018 |
| 7  | Gutes Mädchen          | Una brava ragazza         | 27 novembre 2014  | 22 settembre 2018 |
| 8  | Krokodil               | Il coccodrillo            | 4 dicembre 2014   | 6 ottobre 2018    |
| 9  | Der Priester ist tot   | Morte nel confessionale   | 11 dicembre 2014  | 13 ottobre 2018   |
| 10 | Valentinstag           | Buon San Valentino        | 18 dicembre 2014  | 8 giugno 2019     |
| 11 | Spur der Steine        | Sulle tracce dei diamanti | 8 gennaio 2015    | 15 giugno 2019    |
| 12 | Stramme Jungs          | Addio al nubilato         | 15 gennaio 2015   | 22 giugno 2019    |
| 13 | Silicon Sally          | La bambola                | 22 gennaio 2015   | 29 giugno 2019    |
| 14 | Das Versprechen        | La promessa               | 29 gennaio 2015   | 17 agosto 2019    |
| 15 | Tödliche Tage          | Giochi mortali            | 5 febbraio 2015   | 24 agosto 2019    |
| 16 | Benzin im Blut         | Benzina e sangue          | 12 febbraio 2015  | 31 agosto 2019    |
| 17 | Die Söhne Abrahams     | I figli di Abramo         | 19 febbraio 2015  | 31 agosto 2019    |
| 18 | Abflug                 | L'ultimo volo             | 12 marzo 2015     | 21 settembre 2019 |
| 19 | Gefährliche App        | Applicazione pericolosa   | 19 marzo 2015     | 28 settembre 2019 |
| 20 | Tod und Taube          | Morte e piccioni          | 26 marzo 2015     | 30 novembre 2019  |
| 21 | Lügen                  | Menzogne                  | 2 aprile 2015     | 7 dicembre 2019   |
| 22 | Die Tote in der Dusche | Morte sotto la doccia     | 9 aprile 2015     | 14 dicembre 2019  |

## Circo Fratinelli
- Titolo originale: Zirkus Fratinelli
- Diretto da:
- Scritto da:

## Omicidio tra amici
- Titolo originale: Mord unter Freunden
- Diretto da:
- Scritto da:

## Addio
- Titolo originale: Abschied
- Diretto da:
- Scritto da: